# Paul Dooley
Paul Dooley, nato Paul Lee Brown (Parkersburg, 22 febbraio 1928), è un attore statunitense.

## Vita privata
È il figlio della casalinga Ruth Irene Barringer e dell'impiegato in fabbrica Peter James Brown.
Nel 1958 si è sposato con Donna Lee Wasser, ma il loro matrimonio finì nel 1983 con un divorzio; hanno avuto tre figli: Robin, Peter e Adam (sceneggiatore).
Dal 1984 è sposato con l'autrice Winnie Holzman, da cui ha avuto una figlia, Savannah (sceneggiatrice), nata nel 1985.

## Filmografia parziale

### Cinema
- Un matrimonio (A Wedding), regia di Robert Altman (1978)
- All American Boys (Breaking Away), regia di Peter Yates (1979)
- Una coppia perfetta (A Perfect Couple), regia di Robert Altman (1979)
- Popeye - Braccio di Ferro (Popeye), regia di Robert Altman (1980)
- Health, regia di Robert Altman (1980)
- L'esperimento (Endangered Species), regia di Alan Rudolph (1982)
- C'è... un fantasma tra noi due (Kiss Me Goodbye), regia di Robert Mulligan (1982)
- Sixteen Candles - Un compleanno da ricordare (Sixteen Candles), regia di John Hughes (1984)
- Non giocate con il cactus (O.C. and Stiggs), regia di Robert Altman (1985)
- Flashback, regia di Franco Amurri (1990)
- Fantasma per amore (My Boyfriend's Back), regia di Bob Balaban (1993)
- Evolver - Un amico pericoloso (Evolver), regia di Mark Rosman (1995)
- Torbide ossessioni (Underneath), regia di Steven Soderbergh (1996)
- Telling Lies in America - Un mito da infrangere (Telling Lies in America), regia di Guy Ferland (1997)
- Prove d'accusa (Loved), regia di Erin Dignam (1997)
- Special Delivery, regia di Kenneth A. Carlson (1999)
- Happy, Texas, regia di Mark Illsley (1999)
- Se scappi, ti sposo (Runaway Bride), regia di Garry Marshall (1999)
- Insomnia, regia di Christopher Nolan (2002)
- Madison - La freccia dell'acqua (Madison), regia di William Bindley (2005)
- Cars - Motori ruggenti (Cars), regia di John Lasseter (2006) – voce
- Carl Attrezzi e la luce fantasma (Mater and the Ghostlight), regia di John Lasseter e Dan Scanlon - cortometraggio (2006) – voce
- Hairspray - Grasso è bello (Hairspray), regia di Adam Shankman (2007)
- The Horsemen, regia di Jonas Åkerlund (2008)
- Cars 2, regia di John Lasseter (2011) – voce
- Other People, regia di Chris Kelly (2016)
- Cars 3, regia di Brian Fee (2017) – voce

### Televisione
- Assistente sociale (East Side/West Side) – serie TV, episodio 1x10 (1963)
- Get Smart – serie TV, episodio 2x10 (1966)
- Un salto nel buio (Tales from the Darkside) - serie TV, episodio 2x18 (1986)
- ALF – serie TV, 3 episodi (1986-1989)
- Benvenuti a "Le Dune" (Coming of Age) – serie TV, 15 episodi (1988-1989)
- Perry Mason: Fiori d'arancio (Perry Mason: The Case of the Heartbroken Bride), regia di Christian I. Nyby II – film TV (1992)
- Star Trek: Deep Space Nine - serie TV, episodi 2x22, 3x20 e 5x14 (1994, 1995, 1997)
- E.R. - Medici in prima linea (ER) – serie TV, 4 episodi (1995-2004)
- Millennium – serie TV, 1 episodio (1996)
- Sabrina, vita da strega (Sabrina, the Teenage Witch) – serie TV, 1 episodio (1997)
- The Wonderful World of Disney – serie TV, 1 episodio (1997)
- Becker – serie TV, 1 episodio (2003)
- Desperate Housewives – serie TV, 3 episodi (2005)
- Grey's Anatomy – serie TV, episodi 4x15 (2008)
- Huge - Amici extralarge (Huge) – serie TV, 10 episodi (2010)
- Private Practice - serie TV, episodio 4x12 (2011)
- Major Crimes – serie TV, episodio 2x09 (2013)
- Parenthood - serie TV, episodio 5x11 (2014)
- The Good Doctor – serie TV, episodio 1x07 (2017)
- The Kids Are Alright – serie TV, 6 episodi (2018-2019)
- Modern Family – serie TV, 1 episodio (2020)

## Doppiatori italiani
Nelle versioni in italiano delle opere in cui ha recitato, Paul Dooley è stato doppiato da:
- Bruno Alessandro in Insomnia, Hairspray - Grasso è bello, Private Practice, Parenthood, The Good Doctor, Buon quel che vi pare
- Giorgio Lopez in Sixteen Candles - Un compleanno da ricordare, Happy, Texas, Criminal Minds
- Carlo Reali in ALF (ep. 1x15, 2x08), Major Crimes
- Franco Zucca in Star Trek: Deep Space Nine (ep. 3x20-3x21), Huge - Amici extralarge
- Luigi Montini in Un matrimonio
- Silvio Spaccesi in All American Boys
- Gil Baroni in Popeye - Braccio di Ferro
- Sergio Fiorentini in Flashback
- Sandro Sardone in Fantasma per amore
- Elio Zamuto in E.R. - Medici in prima linea (st. 2)
- Guido Sagliocca in E.R. - Medici in prima linea (ep. 10x15)
- Sergio Tedesco in Millennium
- Dario De Grassi in Star Trek: Deep Space Nine (ep. 5x14)
- Angelo Nicotra in Se scappi, ti sposo
- Carlo Baccarini in Desperate Housewives
- Carlo Sabatini in The Horsemen
- Paolo Lombardi in Grey's Anatomy
- Pietro Biondi in Other People
- Gerolamo Alchieri in Modern Family
- Giovanni Petrucci in Prove d'accusa (ridoppiaggio)

Da doppiatore è sostituito da:
- Rodolfo Bianchi in Cars - Motori ruggenti, Carl Attrezzi e la luce fantasma, Cars 2, Cars 3